# Bruno Bollini
Pour les articles homonymes, voir Bollini.
Bruno Bollini est un footballeur français, né le 14 septembre 1933 dans le 20e arrondissement de Paris et mort le 20 février 2015 à Sevran. Il évolue au poste d'arrière-central ou de demi-gauche du début des années 1950 au milieu des années 1960.
Après des débuts au Stade français (1951-1956), il joue dix saisons au RC Paris (1956-1966).
Il compte trois sélections en équipe de France de 1957 à 1961 et est un des fondateurs de l'Union nationale des footballeurs professionnels (UNFP), le syndicat des joueurs.

## Biographie

### Enfance et formation
Bruno Bollini naît à Paris et est le fils d'un plâtrier italien. En 1939, celui-ci décède et Bruno grandit à Clichy-sous-Bois en compagnie de sa mère et ses deux frères.
Il commence le football à l'USO Clichy, club de FSGT, alors qu'il suit des études de dessinateur industriel à l'école professionnelle de Saint-Ouen.
Bruno Bollini effectue son service militaire avec Just Fontaine au Bataillon de Joinville.

### Découverte de la D1 avec le Stade français
À 18 ans, Bruno Bollini signe une licence amateur au Stade français. Il occupe d'abord le poste d'intérieur gauche, son rôle de prédilection, avant d'être utilisé à l'aile gauche puis de signer une licence de stagiaire professionnel.
Joseph Mercier arrive alors comme entraîneur et utilise Bollini comme demi-aile, demi-centre et intérieur. Il progresse aussi aux côtés de joueurs d'expérience tels que Kees Rijvers et René Gaulon en première division 1953-1954, mais l'équipe est reléguée.
Bruno Bollini connaît ensuite trois débuts de saisons en D2 avec le Stade français.

### Vice-champion de France avec le Racing Paris
Au milieu de la saison 1956-1957, Bruno Bollini est transféré au Racing Paris pour douze millions de francs et fait un retour hésitant en première division. Les Parisiens sont quatrièmes à la fin de la saison 1956-1957.
La saison suivante est décevante : le RC Paris termine au neuvième rang et l'entraîneur Auguste Jordan est remplacé en mars par Pierre Pibarot. Bruno Bollini fait partie des éléments les plus utilisés avec 37 matchs toutes compétitions confondues derrière Bernard Lelong (38) et avec Joël Pillard.
Durant la Coupe du monde 1958, Bollini part en tournée avec le Racing en Russie après avoir épousé sa femme. Le Racing vire en tête du championnat 1958-1959, mais une baisse de régime en fin de saison conduit l'équipe à la troisième place, à sept points de l'OGC Nice.
Le classement final est le même en 1959-1960, malgré un record historique de 118 buts inscrits dans la saison en première division. Le jeu ultra-offensif du Racing tire parti de la qualité de ses attaquants alimentés par des défenseurs et des demis de qualité. Les attaquants permettent au Racing de terminer à plusieurs reprises à la première place des buts marqués (1956, 1959, 1960, 1961, 1962). Ce style offensif séduit les spectateurs du Parc des Princes qui, avec 20 000 personnes de moyenne à chaque match, est de loin le stade le plus fréquenté du pays.
Les Parisiens ne parviennent cependant pas à remporter le championnat, échouant tout près à deux reprises. En 1960-1961, ils sont à la lutte avec l'AS Monaco : devant jusqu'à Noël, les Ciel et Blanc sont ensuite distancés. Ils reviennent sur les Monégasques en fin de saison, les battant nettement à domicile à quatre journées de la fin (3-0). Mais à la dernière journée, un match nul au Havre combiné à une victoire de Monaco offre le titre au club de la principauté.
Le scénario de la saison 1961-1962 est différent mais tout aussi frustrant. Le Racing n'occupe jamais la première place mais reste embusqué jusqu'à la dernière journée. À égalité de points avec les Parisiens, le Stade de Reims décroche le titre selon la règle du goal average. Le ratio des buts marqués sur les buts encaissés est de 1,383 pour Reims contre 1,365 au Racing, soit un écart d'un seul but sur l'ensemble de la saison.
Après avoir à deux reprises effleuré le titre, le Racing ne termine qu'au dixième rang en 1963 malgré une attaque encore efficace (la meilleure du championnat avec 80 buts).
Le remplacement de Pierre Pibarot à la tête de l'équipe par André Jeampierre, un fidèle du club, est censé redynamiser l'équipe. La saison 1963-1964 démarre sous de bons auspices, le RC Paris étant invité à participer à la coupe des villes de foires. Mais les Parisiens ne peuvent rien faire face au Rapid Vienne, vainqueur des deux rencontres dont une disputée par Bollini. Une nouvelle fois parmi les meilleures attaques de D1, le Racing souffre de la plus mauvaise défense du championnat, ce qui lui coûte finalement sa place en première division. Le trio de relégués est cette saison formé de l'élite nationale de la décennie précédente, le Racing étant accompagné par Reims et Nice. Les meilleurs joueurs partent vers d'autres cieux.
En 1965, les Parisiens finissent douzièmes sur seize en D2, et en 1966, dix-septièmes sur dix-neuf et Bollini quitte le club.
Évoluant au poste de défenseur, Bollini est reconnu comme intraitable envers les joueurs adverses. En treize saisons de professionnalisme au Racing et au Stade Français, il ne reçoit pourtant aucun avertissement.

### En équipe de France
Bruno Bollini connaît sa première sélection en équipe de France A le 27 novembre 1957, à Wembley face à l'Angleterre pour un match amical (défaite 4-0). Bollini est titularisé au poste de demi défensif et rate une occasion franche de marquer.
Non-retenu pour la Coupe du monde 1958, Bollini doit attendre décembre 1958 pour retrouver le onze tricolore. Après la confortable victoire (7-1) à l'aller en huitième de finale qualificatifs pour la phase finale de l'Euro 1960, Bollini et les Bleus se déplacent en Grèce pour le match retour (1-1). La France se qualifie pour les quarts de finale de la première Coupe d'Europe des Nations.
Le match amical face à la Belgique mi-mars 1961 au Parc des Princes constitue sa dernière sélection (1-1). La sélection joue en 4-3-3 avec Bollini en tant que quatrième arrière défendant en zone, les autres pratiquant l'individuelle.
Le 6 mai 1962, Bollini joue un amical au Stade municipal de Toulouse avec l'équipe de France B face à l'Italie B (2-2).

### Entraîneur et fondateur de l'UNFP
Bruno Bollini rejoint l'Amicale de Lucé, promu en Division d'honneur de la Ligue du Centre, comme entraîneur-joueur mais l'équipe ne termine pas dans la première partie du classement en deux ans.
Bollini rejoint l'US Chantilly.
Bruno Bollini est l’un des fondateurs de l’Union nationale des footballeurs professionnels (UNFP), où il seconde Michel Hidalgo à partir de 1969. Il est longtemps le secrétaire général, alors que les premières victoires (salaire, contrat à temps) donnent aux footballeurs professionnels français quelques dizaines d’années d’avance sur les collègues du monde entier. En 1998, il fait le constat du football d'alors : « Dans les années soixante, je me suis battu pour que les footballeurs puissent monnayer leur talent. Aujourd’hui, avec les transferts, ils sont redevenus des esclaves, même s´il s´agit d´un esclavagisme doré ».
De 1973 à 1980, il est directeur sportif du Paris FC. Monté en Division 1 pour la saison 1979-1980, le PFC est relégué dès la fin du championnat.
Au début de la saison 2000-2001, Bruno Bollini et Bolek Ugorenko, deux glorieux grands anciens du Racing Club de France acceptent d’être présidents d’honneur de la nouvelle association Ciel et Blanc, créée pour encourager et soutenir le Racing.
Bruno Bollini se retire ensuite dans son pavillon de Clichy-sous-Bois. Il décède le 20 février 2015 à l'âge de 81 ans.

## Statistiques

### Par saison
Bruno Bollini joue 256 matchs en première division lors de neuf saisons et avec clubs différents. Il marque à 29 reprises.
| Saison                | Club                  | Championnat           | Championnat | Championnat | Coupe(s) nationale(s) | Coupe(s) nationale(s) | Compétition(s) continentale(s) | Compétition(s) continentale(s) | Compétition(s) continentale(s) | France | France | Total | Total |
| Saison                | Club                  | Division              | M.          | B.          | M.                    | B.                    | Comp.                          | M.                             | B.                             | M.     | B.     | M.    | B.    |
| 1951-1952             | Stade français        | D2                    | -           | -           | -                     | -                     | -                              | -                              | -                              | -      | -      | 0     | 0     |
| 1952-1953             | Stade français        | D1                    | -           | -           | -                     | -                     | -                              | -                              | -                              | -      | -      | 0     | 0     |
| 1953-1954             | Stade français        | D1                    | 11          | 1           | 1                     | 0                     | -                              | -                              | -                              | -      | -      | 12    | 1     |
| 1954-1955             | Stade français        | D2                    | 17          | 2           | 1                     | 0                     | -                              | -                              | -                              | -      | -      | 18    | 2     |
| 1955-1956             | Stade français        | D2                    | 25          | 8           | 3                     | -                     | -                              | -                              | -                              | -      | -      | 28    | 8     |
| 1956-0000             | Stade français        | D2                    | 16          | 6           | -                     | -                     | -                              | -                              | -                              | -      | -      | 16    | 6     |
| Sous-total            | Sous-total            | Sous-total            | 69          | 17          | 5                     | 0                     | -                              | 0                              | 0                              | 0      | 0      | 74    | 17    |
| 0000-1957             | Racing Club de Paris  | D1                    | 18          | 3           | 5                     | -                     | -                              | -                              | -                              | -      | -      | 23    | 3     |
| 1957-1958             | Racing Club de Paris  | D1                    | 33          | 6           | 4                     | -                     | -                              | -                              | -                              | 1      | -      | 38    | 6     |
| 1958-1959             | Racing Club de Paris  | D1                    | 36          | 1           | 4                     | -                     | -                              | -                              | -                              | 1      | -      | 41    | 1     |
| 1959-1960             | Racing Club de Paris  | D1                    | 36          | 6           | 2                     | 2                     | -                              | -                              | -                              | -      | -      | 38    | 8     |
| 1960-1961             | Racing Club de Paris  | D1                    | 33          | 3           | 5                     | 2                     | -                              | -                              | -                              | 1      | -      | 39    | 5     |
| 1961-1962             | Racing Club de Paris  | D1                    | 34          | 2           | 4                     | 2                     | -                              | -                              | -                              | -      | -      | 38    | 4     |
| 1962-1963             | Racing Club de Paris  | D1                    | 26          | 2           | 3                     | -                     | -                              | -                              | -                              | -      | -      | 29    | 2     |
| 1963-1964             | Racing Club de Paris  | D1                    | 29          | 4           | 4                     | -                     | C3                             | 1                              | -                              | -      | -      | 34    | 4     |
| 1964-1965             | Racing Club de Paris  | D2                    | 27          | -           | 3                     | 1                     | -                              | -                              | -                              | -      | -      | 30    | 1     |
| 1965-1966             | Racing Club de Paris  | D2                    | 31          | -           | 2                     | -                     | -                              | -                              | -                              | -      | -      | 33    | 0     |
| Sous-total            | Sous-total            | Sous-total            | 303         | 27          | 36                    | 7                     | -                              | 1                              | 0                              | 3      | 0      | 343   | 34    |
| 1966-1967             | Amicale de Lucé       | DH Centre             | -           | -           | -                     | -                     | -                              | -                              | -                              | -      | -      | 0     | 0     |
| 1967-1968             | Amicale de Lucé       | DH Centre             | -           | -           | -                     | -                     | -                              | -                              | -                              | -      | -      | 0     | 0     |
| Sous-total            | Sous-total            | Sous-total            | -           | -           | -                     | -                     | -                              | -                              | -                              | -      | -      | 0     | 0     |
| 1968-1969             | US Chantilly          |                       | -           | -           | -                     | -                     | -                              | -                              | -                              | -      | -      | 0     | 0     |
| 1969-1970             | US Chantilly          |                       | -           | -           | -                     | -                     | -                              | -                              | -                              | -      | -      | 0     | 0     |
| 1970-1971             | US Chantilly          | DH Picardie           | -           | -           | -                     | -                     | -                              | -                              | -                              | -      | -      | 0     | 0     |
| 1971-1972             | US Chantilly          | D3                    | -           | -           | -                     | -                     | -                              | -                              | -                              | -      | -      | 0     | 0     |
| 1972-1973             | US Chantilly          | DH Picardie           | -           | -           | -                     | -                     | -                              | -                              | -                              | -      | -      | 0     | 0     |
| Sous-total            | Sous-total            | Sous-total            | -           | -           | -                     | -                     | -                              | -                              | -                              | -      | -      | 0     | 0     |
| Total sur la carrière | Total sur la carrière | Total sur la carrière | 372         | 44          | 41                    | 7                     | -                              | 1                              | 0                              | 3      | 0      | 417   | 51    |

### Détails des sélections
| # | Domicile   | Score | Extérieur | Compétition                                   | Date             | Lieu                                |
| - | ---------- | ----- | --------- | --------------------------------------------- | ---------------- | ----------------------------------- |
| 1 | Angleterre | 4 - 0 | France    | Match amical                                  | 27 novembre 1957 | Wembley Stadium, Londres            |
| 2 | Grèce      | 1 - 1 | France    | Éliminatoires Euro 1960 - 8e de finale retour | 3 décembre 1958  | Stade Apóstolos Nikolaïdis, Athènes |
| 3 | France     | 1 - 1 | Belgique  | Match amical                                  | 15 mars 1961     | Parc des Princes, Paris             |
| - | France B   | 2 - 2 | Italie B  | Match amical                                  | 6 mai 1962       | Stadium municipal, Toulouse         |

## Palmarès
- Championnat de France
  - Vice-champion : 1961 et 1962 avec le RC Paris[18]